# 勝山 (大阪市)
勝山（かつやま）は、大阪府大阪市天王寺区にある町名。現行行政地名は勝山一丁目から勝山四丁目。

## 地理
天王寺区の南東部に位置し、南東に国分町、南に寺田町、南西に大道、北東に烏ケ辻、北西に真法院町、西に四天王寺、東に生野区勝山北および勝山南と接している。

## 経済

### 産業
店・企業
- ニコニコレンタカー天王寺店
- ローソン 勝山三丁目店

### 事業所
2016年（平成28年）現在の経済センサス調査による事業所数と従業員数は以下の通りである。
| 丁目       | 事業所数  | 従業員数 |
| ---------- | --------- | -------- |
| 勝山一丁目 | 44事業所  | 149人    |
| 勝山二丁目 | 95事業所  | 579人    |
| 勝山三丁目 | 62事業所  | 285人    |
| 勝山四丁目 | 50事業所  | 252人    |
| 計         | 251事業所 | 1,265人  |

### 地主・家主
地家主は見野文次郎、見野幸三、家主は見野善次郎などがいた。

## 世帯数と人口
2019年（平成31年）3月31日現在の世帯数と人口は以下の通りである。
| 丁目       | 世帯数    | 人口    |
| ---------- | --------- | ------- |
| 勝山一丁目 | 743世帯   | 1,731人 |
| 勝山二丁目 | 874世帯   | 1,732人 |
| 勝山三丁目 | 408世帯   | 841人   |
| 勝山四丁目 | 479世帯   | 1,015人 |
| 計         | 2,504世帯 | 5,319人 |

### 人口の変遷
国勢調査による人口の推移。
| 1995年（平成7年）  | 4,420人 | [ 8 ]  |  |
| 2000年（平成12年） | 4,559人 | [ 9 ]  |  |
| 2005年（平成17年） | 5,064人 | [ 10 ] |  |
| 2010年（平成22年） | 5,028人 | [ 11 ] |  |
| 2015年（平成27年） | 5,234人 | [ 12 ] |  |

### 世帯数の変遷
国勢調査による世帯数の推移。
| 1995年（平成7年）  | 1,769世帯 | [ 8 ]  |  |
| 2000年（平成12年） | 1,957世帯 | [ 9 ]  |  |
| 2005年（平成17年） | 2,199世帯 | [ 10 ] |  |
| 2010年（平成22年） | 2,214世帯 | [ 11 ] |  |
| 2015年（平成27年） | 2,425世帯 | [ 12 ] |  |

## 交通
- 上町筋
- 玉造筋
- 勝山通

## 施設
- 久保神社
- 大阪電子専門学校
- 竹林寺

## 出身・ゆかりのある人物
- 見野文次郎（大阪府多額納税者、金融業、地主・家主、大阪府会議員、大阪市会議員） - 住所は勝山通1丁目[13]。見野家は天王寺界隈にあって、いわゆる御三家として重きを為した[14]。

## その他

### 日本郵便
- 〒543-0043[3]（集配局：天王寺郵便局[15]）